# N'écoutez pas, mesdames !
N'écoutez pas, mesdames ! est une comédie en trois actes de Sacha Guitry, créée au théâtre de la Madeleine le 23 mai 1942.

## Intrigue
Daniel Bachelet, ex-architecte devenu antiquaire, est aujourd'hui l'époux de Madeleine.  Il est quand même resté ami avec son ancienne épouse, Valentine.  Soupçonnant Madeleine d’entretenir une liaison avec un autre homme, Daniel décide de demander le divorce. Aussitôt, Valentine se met en frais de le reconquérir. Julie, une ancienne du Moulin-Rouge et jadis maîtresse de Daniel, tente également un rapprochement.

## Contexte
Guitry approche de la soixantaine au moment où la pièce est créée, en mai 1942, période pendant laquelle Paris subit l'occupation nazie.  Malgré ce contexte difficile, la pièce est un très gros succès : elle sera présentée plus de 600 fois durant les deux années qui suivent. Daniel, le rôle que Guitry interprète, deviendra celui qu'il aura joué le plus souvent. Par contre, Guitry ne portera pas son œuvre au grand écran, comme il l'a fait à plusieurs reprises (Faisons un rêve, Quadrille, ...).

## Distribution de la création
- Sacha Guitry : Daniel Bachelet
- Pasquali : Michel Aubrions
- Léon Walther : le baron de Charançay
- Francœur : M. Le Canut
- Noël Roquevert : un commissionnaire
- Georges Lemaire : M. Blandinet
- Henri Chauvet : un monsieur
- Hélène Perdrière : Madeleine Bacheley
- Mona Goya : Valentine Klin
- Solange Varenne : Henriette Vinzand
- Jeanne Fusier-Gir : Julie Bille-en-bois

## Source
- Programmes de l'Association de la Régie Théâtrale